# Itschner (Adelsgeschlecht)

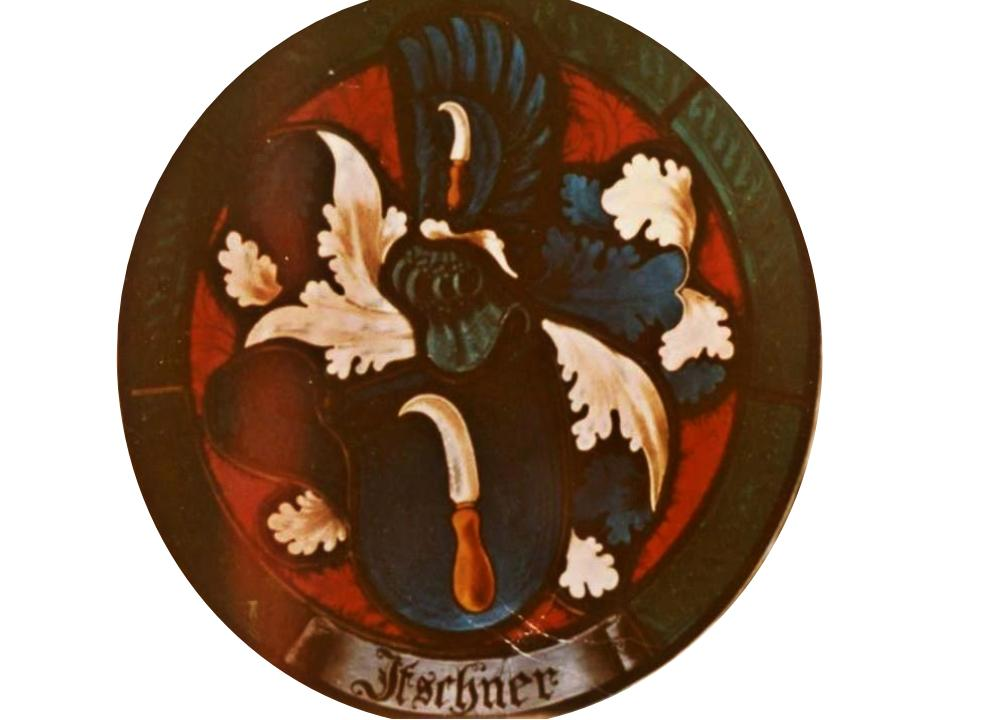
Wappen des Geschlechts Itschner. Das Wappen in Blau zeigt ein silbernes Rebmesser mit goldenem Griff.

Itschner ist ein altes Schweizerisches Adelsgeschlecht, das seit dem Jahr 1384 in Stäfa heimatberechtigt ist. Der Name und die Familie entstammt dem Ortsteil Itschnach in der Gemeinde Küsnacht. Das Geschlecht wurde erstmals im Jahr 1326 in Hottingen (Zürich) urkundlich erwähnt. Im 17. Jahrhundert entstand eine zweite deutsche Linie in Baden-Württemberg und im 19. Jahrhundert eine dritte amerikanische. Die drei Familienzweige bestehen bis heute.

## Familiengeschichte
Erstmals 1384 mit R. Itschniner erwähnt, tritt das Geschlecht in den Registern der Gemeinde Stäfa am Zürichsee auf. Der Name Itschner kommt schon vorher 1326 zu Hottingen (Zürich) vor. Es ist 1469 mit je einer Familie in Ötikon und Oberhausen nachgewiesen. Mit Hans Itschner gelangte das Geschlecht Itschner im Jahre 1424 erstmals zu Aufsehen, als dieser der erste nachweisbare Untervogt in der Familie wurde, eine Amtswürde, mit der später auch Peter (von 1515 bis 1534) und Jakob Itschner (von 1552 bis 1563) noch das Adelsgeschlecht repräsentieren werden. 1557 erscheint Andreas Itschner im Eheregister, verheiratet mit Elsbet Gujer. Nach dem Verzeichnis von 1634 waren in der Unterwacht zehn Familien ansässig. Von ihnen begründeten Konrad († 1633) und Hans († 1636) noch blühende Stämme, die sich stark ausbreiteten. Aus wirtschaftlichen Gründen gab es in der Familie eine große Auswanderungswelle nach Amerika im 18. Jahrhundert und eine zweite in der zweiten Hälfte des 19. Jahrhunderts. Es existieren Linien der Familie in Deutschland, Frankreich, den Niederlanden, der Schweiz, Portugal, Brasilien und Nordamerika.
Das Geschlecht hat eine lange Geschichte in der Landwirtschaft, hat allerdings, vor allem in der neueren Geschichte, auch viele Ingenieure und technisch begabte Personen hervorgebracht.

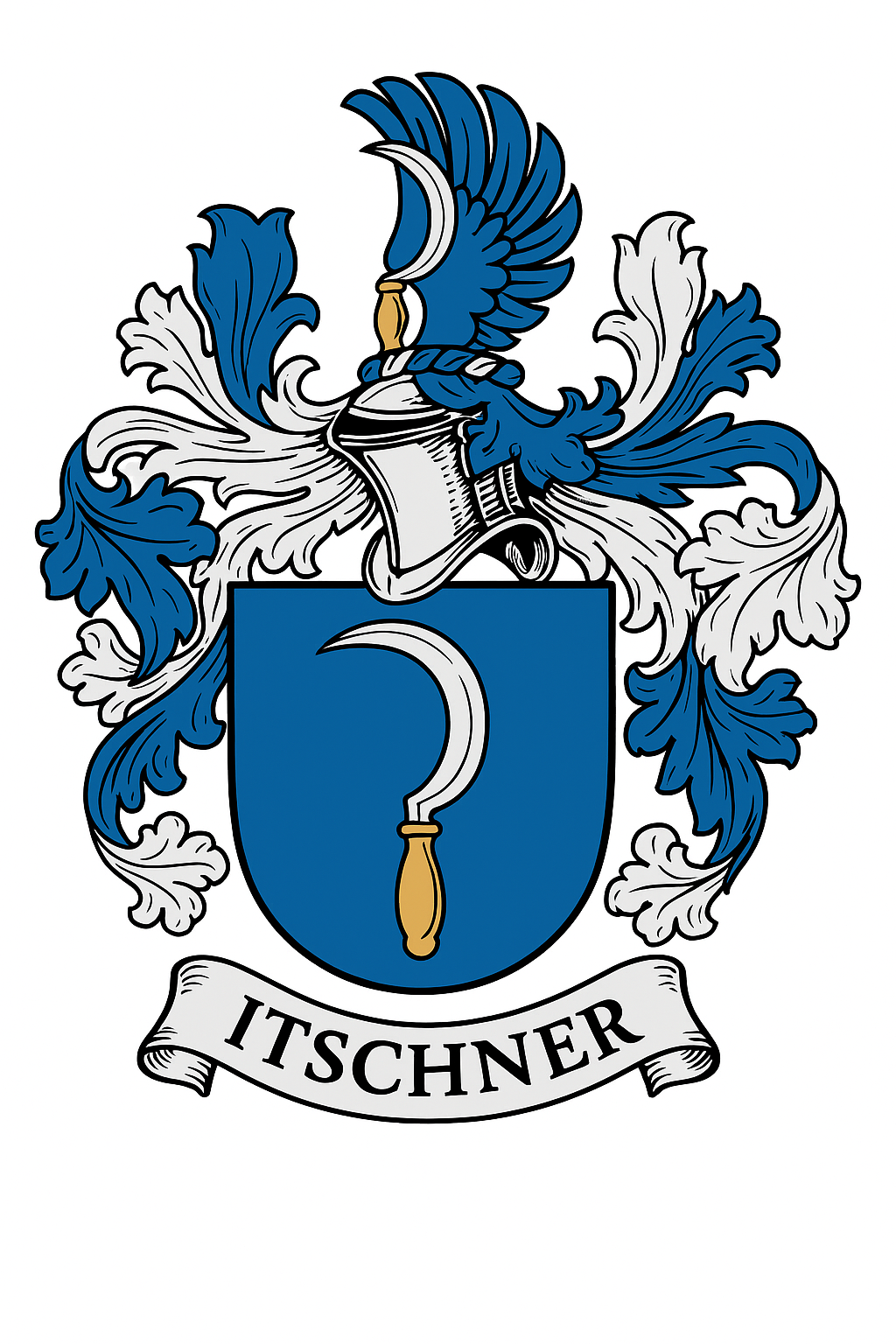
Das Wappen des Geschlechts Itschner, basierend auf dem Wappen von Andreas Hasler, 2012, modernisiert mit ChatGPT. Das Wappen in Blau und weiß zeigt ein silbernes Rebmesser mit goldenem Griff. Es enthält einen Helm, Schild, sowie ein Wappenband mit „ITSCHNER“.

Zwar nicht mit der Familie von Itschnach verwandt, trugen historisch auch einige Familienmitglieder den Nachnamen „von Itschner“.

## Weinbau
Das Geschlecht kann auf eine Jahrhundertlange bedeutende Weinbautradition zurückblicken und besassen ihr Weingut in Stäfa. Schon im Jahr 1530 hatte Obervogt Peter Itschner ein Rebenmesser in seinem Siegel. Schliesslich vereinten im Jahr 1861 die Sprösslinge der Familie diese Tradition in die Stäfner Weinhandelsfirma Gebrüder Itschner AG und liessen sich in Hottingen nieder. Für ein halbes Jahrhundert war der Keller, Küferei und Kontor in mehrere Liegenschaften verteilt. Erst 1914 vereinten die erfolgreichen Brüder Itschner 1914 die ganze Firma unter dem Dach der Weinhandlung Promenadehof Schliesslich wurde die Firma Ende der 1960er Jahre verkauft. Das Haus der Weinhandlung steht immer noch in Zürich und kann dort betrachtet werden. In dem Haus befindet sich heutzutage ein anderes Geschäft.

## Familienangehörige
- Hans Itschner: 1412–1424 Ammann des Klosters Einsiedeln zu Stäfa
- Hans Itschner: 1436 wurde dem Untervogt ein Hofstatt von Bürgermeister Rudolf Stüssi verliehen
- Peter Itschner: 1512–1534 Obervogt Stäfa
- Jakob Itschner: 1552–1563 Obervogt Stäfa
- Jakob Itschner: 1864–1969 Verfassungsrat und Kantonsrat Zürich
- Karl Itschner: 1868–1953 Künstler und Maler
- Bruno Itschner: 1940–2024 Deutscher Ingenieur, Hochschullehrer und Autor

## Wappenbeschreibung/Blasonierung
Das Wappen in Blau zeigt ein silbernes Rebmesser mit goldenem Griff. In dieser Form tritt es erstmals mit Obervogt Peter Itschner im Jahr 1530 in Erscheinung.